# Nithya Menen
Nithya Menen (8 de abril de 1988) é uma atriz e cantora indiana que trabalha principalmente com filmes em malaiala, telugo, tâmil e canarês. Ela atuou em mais de 50 filmes e recebeu vários prêmios, incluindo três Filmfare Awards South e dois Nandi Awards.
Nithya Menen apareceu pela primeira vez no cinema quando tinha dez anos, no filme inglês Hanuman (1998), interpretando a irmã mais nova do personagem de Tabu. Ela começou sua carreira de atriz aos 17 anos, aparecendo em um papel coadjuvante no filme canarês 7 O' Clock, que foi lançado em 2006. Ela fez sua estréia em papéis principais em malaiala com Aakasha Gopuram (2008), em Telugu com Ala Modalaindi (2011) e em Tamil com Nootrenbadhu (2011). Em 2019, ela fez sua estréia em hindi com Mission Mangal.